# 阿嗨大冒險
《阿嗨大冒險》（英語：The Marvelous Misadventures of Flapjack）是一部由索普·范·奧爾曼為卡通頻道創作的美國動畫劇集。該劇於2008年6月5日首播，並於2010年8月31日完結。故事描述一位天真的小男孩「阿嗨」，從小由一隻會說話的鯨魚波比撫養長大，心裡最大的夢想就是成為海上探險家。當他遇到粗獷的「寇斯船長」後。三人組的冒險以他們生活的暴風港（Stormalong Harbor）為舞台，圍繞尋找傳說中的糖果島展開。
台灣首播 2009年8月17日起，週一至週五晚上8時
范·奧爾曼早在2001年便向卡通頻道提交這部作品的概念提案，他的靈感來自於童年時期在佛羅里達生活，對海洋探險的憧憬。該劇在播出期間曾獲得兩次黃金時段艾美獎提名、兩次安妮獎提名以及一次金卷軸獎提名。

## 設定

### 故事背景
故事的大部分情節發生在虛構的暴風港（Stormalong Harbor），一座建於海洋中央的城市，主要由連綿的碼頭構成，周圍幾乎沒有陸地。城市下方的海域供人潛游，波比經常穿梭其中。暴風港內部存在明顯的社會階層：富人居住在較高的碼頭區域，那裡連接著可以種植植被的土地，而貧窮居民則生活在低層區域，環境更加惡劣。城市還設有下水道系統及複雜的地下隧道網絡。
暴風港是一座充滿古怪特色的城市。這裡的居民大多是水手，外地來的水手與海盜也經常光顧。市內擁有許多奇特的店鋪，其中最著名的是「糖果桶」（The Candy Barrel），一間用糖果代替酒精的酒吧。整座城市散發出一種略帶反烏托邦的氣息，犯罪與閒散行為層出不窮，治安主要由碼頭女巫（Dock Hag）和小型警察隊維持。

### 劇情概要
故事的主軸圍繞阿嗨、寇斯船長和會說話的鯨魚波比這三位主角展開。阿嗨是一個波比撫養長大的小男孩，原本他們過著安穩的日子，直到有一天，阿嗨救下了落魄的海盜寇斯船長。寇斯船長向 阿嗨描述了一個神秘的地方——糖果島，據說那裡由糖果構成，是所有冒險家的夢想之地，也是他畢生追尋的目標。
阿嗨對寇斯船長的冒險故事深感著迷，儘管波比再三警告，阿嗨仍決心幫助寇斯船長追尋糖果島，並希望成為像他心目中那樣的「冒險家」。然而寇斯船長的真實形象早已與他自述的光輝形象相去甚遠，而糖果島的具體位置始終是個謎，於是三人踏上了一連串充滿荒誕與危險的「奇幻歷險」。

## 集數
| 季數   | 橋段   | 集数 | 集数 | 首播日期      | 首播日期      |
| 季數   | 橋段   | 集数 | 集数 | 首映          | 季终          |
| ------ | ------ | ---- | ---- | ------------- | ------------- |
| 試播集 | 不適用 | 2    | 2    | 2007年5月7日  | 2007年5月7日  |
| 短片   | 不適用 | 5    | 5    | 2007年7月27日 | 2007年8月24日 |
| 1      | 40     | 20   | 20   | 2008年6月5日  | 2009年7月23日 |
| 2      | 38     | 20   | 20   | 2009年7月30日 | 2010年6月28日 |
| 3      | 12     | 6    | 6    | 2010年7月5日  | 2010年8月31日 |

## 製作
索洛普·范·奧爾曼童年時期住在佛羅里達州巴拿馬城，經常幻想能在碼頭附近展開冒險。儘管13歲時隨家人搬到猶他州，但對冒險的渴望從未停止。他在課後當清潔工，存錢買了一張回佛羅里達的機票。他帶著米和馬鈴薯，划著衝浪板前往貝殼島（Shell Island），計劃靠抓捕海膽為生，甚至曾刺捕魔鬼魚。然而，他最終因曬傷和飢餓不得不返回本土。即便如此，他仍不放棄，曾一度前往墨西哥的叢林生活，甚至靠垃圾桶中的食物勉強度日。范·奧曼將這些挫折視為冒險的一部分，並以此為靈感融入到動畫中。
在開發該作品時，范·奧爾曼深受加里·拉爾森、吉姆·亨森、史蒂芬·海倫伯格以及前上司克雷格·麥克拉肯的影響。他曾參與《飛天小女警》、《愛酷一族》以及《瘋狂夏令營》等卡通頻道節目的製作。范·奧曼早在2001年便向卡通頻道提出了《阿嗨大冒險》的概念。他製作了一部短片，融合了許多他童年的最愛，並從經典冒險小說中汲取了視覺靈感。然而，首次提案遭到拒絕。在獲得大量回饋後，他於2003年再次提交修改版，最終獲得通過。
該動畫在製作中與Screen Novelties公司合作，負責定格動畫與片頭設計。 節目原本選定由保羅·魯本斯為主角阿嗨配音，但因其未參與任何錄音，最終由范·奧爾曼親自擔任配音。
節目於2010年8月31日播出最後一集，結束了共三季、46個半小時長集數以及90段故事內容的播放內容。大結局〈魚出水〉（"Fish Out of Water"）描述阿嗨與寇斯船長因吃太多糖果變成魚的故事。該集中還出現了范·奧爾曼與其兒子萊夫·范·奧爾曼（Leif Van Orman）的真人版本，分別飾演阿嗨與寇斯船長，而波比的真人版本也亮相於該集中。

## 其他媒體
《阿嗨大冒險》的第一季DVD於2009年9月15日在區域1發行，收錄了前十集及四部特別影片。
此外，奧爾曼曾於2010年春季宣布製作一款任天堂DS遊戲，但因節目取消而終止。阿嗨與寇斯船長後來出現在《卡通頻道：Punch Time Explosion》中作為可操作角色登場。

## 評價
動畫評論家大衛·珀爾穆特在其著作《美國動畫電視節目百科全書》中指出，《阿嗨大冒險》是一部設計巧妙且幽默的動畫，雖未獲得應有的關注與尊重，但其結合海洋熱情與蒸汽龐克風格的設定，成功展現了19世紀媒體的道德曖昧性及技術奇想。
記者梅麗莎·C（Melissa C.）在《Game Rant》撰文稱讚該劇「創意十足，幽默風趣，並且視覺上令人愉悅」，認為該劇應該有更多季數續作，並提到其對後續作品的影響深遠。

### 業界影響
《阿嗨大冒險》培育了許多優秀動畫創作者，包括潘得頓·沃德（後創作《探險活寶》）、詹姆斯·加蘭·昆塔（後創作《天兵公園》）、艾力克斯・赫希，後創作《神秘小鎮大冒險》）以及派屈克·麥克海爾，後創作《花園牆外》）。這些創作者不僅在其後的個人作品中融入《阿嗨大冒險》的幽默與超現實風格，還進一步推動了動畫領域的創新發展。
在《探險活寶：寶妹與皮姊》中，第一季第4集少年啪中也以客串畫面致敬《阿嗨大冒險》。

### 榮譽
| 年份   | 獎項           | 類別                   | 提名                                                     | 結果 | 參考   |
| ------ | -------------- | ---------------------- | -------------------------------------------------------- | ---- | ------ |
| 2009年 | 金卷軸獎       | 最佳音效剪輯－電視動畫 |                                                          | 提名 | [ 13 ] |
| 2009年 | 黃金時段艾美獎 | 動畫領域傑出個人成就   | 克里斯·羅斯札克 (Chris Roszak) (for "Sea Legs")          | 獲獎 | [ 14 ] |
| 2010年 | 安妮獎         | 最佳兒童動畫電視製作   |                                                          | 提名 | [ 15 ] |
| 2010年 | 安妮獎         | 最佳電視製作導演       | 約翰·因凡蒂諾 & 詹姆斯·加蘭·昆塔 (for "Candy Cassanova") | 提名 | [ 15 ] |
| 2010年 | 黃金時段艾美獎 | 優秀短篇動畫節目       | For "Tee Hee Tummy Tums"                                 | 提名 |        |

### 書籍
- Ed Liu. . Toon Zone. 2008-06-05  [2008-06-11]. （原始内容存档于2008-06-10）.
- Ed Liu. . Toon Zone. 2009-10-30  [2009-10-30]. （原始内容存档于2013-01-12）.

## 外部連結
- 互联网电影数据库（IMDb）上《The Marvelous Misadventures of Flapjack》的资料（英文）